# Nectophrynoides
Nectophrynoides är ett släkte av groddjur. Nectophrynoides ingår i familjen paddor.
Kladogram enligt Catalogue of Life:
| Nectophrynoides | \| \| Nectophrynoides asperginis \| \| \| \| \| \| Nectophrynoides cryptus \| \| \| \| \| \| Nectophrynoides frontierei \| \| \| \| \| \| Nectophrynoides laevis \| \| \| \| \| \| Nectophrynoides laticeps \| \| \| \| \| \| Nectophrynoides minutus \| \| \| \| \| \| Nectophrynoides paulae \| \| \| \| \| \| Nectophrynoides poyntoni \| \| \| \| \| \| Nectophrynoides pseudotornieri \| \| \| \| \| \| Nectophrynoides tornieri \| \| \| \| \| \| Nectophrynoides wendyae \| \| \| \| \| \| Nectophrynoides vestergaardi \| \| \| \| \| \| Nectophrynoides viviparus \| \| \| \| |
|                 | \| \| Nectophrynoides asperginis \| \| \| \| \| \| Nectophrynoides cryptus \| \| \| \| \| \| Nectophrynoides frontierei \| \| \| \| \| \| Nectophrynoides laevis \| \| \| \| \| \| Nectophrynoides laticeps \| \| \| \| \| \| Nectophrynoides minutus \| \| \| \| \| \| Nectophrynoides paulae \| \| \| \| \| \| Nectophrynoides poyntoni \| \| \| \| \| \| Nectophrynoides pseudotornieri \| \| \| \| \| \| Nectophrynoides tornieri \| \| \| \| \| \| Nectophrynoides wendyae \| \| \| \| \| \| Nectophrynoides vestergaardi \| \| \| \| \| \| Nectophrynoides viviparus \| \| \| \| |
|                 | Nectophrynoides asperginis |
|                 | |
|                 | Nectophrynoides cryptus |
|                 | |
|                 | Nectophrynoides frontierei |
|                 | |
|                 | Nectophrynoides laevis |
|                 | |
|                 | Nectophrynoides laticeps |
|                 | |
|                 | Nectophrynoides minutus |
|                 | |
|                 | Nectophrynoides paulae |
|                 | |
|                 | Nectophrynoides poyntoni |
|                 | |
|                 | Nectophrynoides pseudotornieri |
|                 | |
|                 | Nectophrynoides tornieri |
|                 | |
|                 | Nectophrynoides wendyae |
|                 | |
|                 | Nectophrynoides vestergaardi |
|                 | |
|                 | Nectophrynoides viviparus |
|                 | |